# HD 16004
HD 16004 je zvezda v severnem ozvezdju Andromeda. Zvezda je pravi izziv za opazovanje s prostim očesom tudi pod izvrstnimi pogoji, saj ima navidezno magnitudo enako 6,26. Nahaja se približno 202 pc (660 ly) stran od nas, a bliža se nam s stalno heliocentrično radialno hitrostjo -6,8 km/s. To je kemijsko nepravilna Hg-Mn zvezda z zvezdno klasifikacijo B9.5 III HgMn.